# Platin (Farbe)
Die Farbe Platin (Adjektiv: platinfarben) bezeichnet einen Metallic-Farbton der grauen Farbe. Computermonitore können Platin als Einzelfarbe nicht anzeigen, da die Farbwiedergabe abhängig von der Lichtquelle und dem Oberflächenmaterial ist. Die Farbe Platin wird deshalb als ein bestimmt definiertes, helles Grau dargestellt, heller als Silber und mit ganz leichtem Gelbstich.

## Farbnamen
Für Platin gibt es wenige, umgangssprachliche Bezeichnungen bzw. Farbnamen:
- Platinum
- Platinweiß
- platinfarben